# اید سافتور
اید سافتور (انگلیسی: Id Software) یک شرکت توسعه‌دهنده بازی ویدئویی بسیار مشهور واقع در شهر دالاس در ایالت تگزاسِ آمریکا است که در ۱ فوریه ۱۹۹۱ توسط چهار کارمند شرکت Softdisk بنیان‌گذاری شد: دو برنامه‌نویس بازی ویدئویی به نام‌های جان کارمک و جان رومرو، طراح بازی ویدئویی تام هال، و هنرمند بازی ویدئویی آدریان کارمک که نسبتی با جان کارمک ندارد.
اید سافتور پیشرفت‌های مهمی در صنعت بازی‌های ویدئویی در زمینه تکنولوژی‌های گرافیک سه‌بعدی کامپیوتری و موتور بازی ایجاد کرد و همچنین ژانر تیراندازی اول شخص را خلق کرد.